# Princesa real
Princesa real (en inglés: Princess Royal) es un título que el monarca británico concede, habitual pero no automáticamente, a su hija mayor. Hasta ahora en la Familia real británica ha sido concedido siete veces, la última de ellas a la princesa Ana, única hija de la reina Isabel II y del príncipe Felipe, duque de Edimburgo.

## Historia
Este título comenzó a existir cuando la reina Enriqueta María (1609-1669), hija de Enrique IV, rey de Francia, y esposa del rey Carlos I (1600-1649), quiso imitar la forma en que la hija mayor del rey de Francia era denominada "Madame Royale". El título se concede por Orden Real y no creada por patente real. No es automáticamente dado a la hija mayor, sino que se confiere a discreción del soberano reinante.
María (más tarde la reina María II de Inglaterra) (1662-1694), hija mayor del rey Jacobo II de Inglaterra y esposa de Guillermo III, príncipe de Orange y el rey de Inglaterra (1650-1702), y la princesa Sofía Dorotea de Hannover (1687-1757), hija única del rey Jorge I y esposa del rey Federico Guillermo I de Prusia (1688-1740) fueron elegibles para este honor, pero no lo recibieron.

## Lista de princesas reales
La siguiente es una lista completa de las mujeres que han utilizado oficialmente el título de "princesa real": 
| N.º | Nombre | Nombre                                                              | Periodo   | Nacimiento y muerte | Padres                                            | Cónyuge |
| --- | ------ | ------------------------------------------------------------------- | --------- | ------------------- | ------------------------------------------------- | --- |
| 1   |        | María, princesa de Orange                                           | 1642-1660 | (1631-1660)         | Rey Carlos I y Enriqueta María de Francia         | Príncipe Guillermo II, príncipe de Orange (1626-1650).                                                          |
|     |        | Luisa María Estuardo                                                | 1692-1712 | (1692-1712)         | Rey Jacobo II y María de Módena                   | – |
| 2   |        | Ana, princesa de Orange                                             | 1727-1759 | (1709-1759)         | Rey Jorge II y Carolina de Brandeburgo-Ansbach    | Príncipe Guillermo IV, príncipe de Orange (1711-1751).                                                          |
| 3   |        | Carlota, reina de Württemberg                                       | 1789-1828 | (1766-1828)         | Rey Jorge III y Carlota de Mecklemburgo-Strelitz  | Rey Federico I de Wurtemberg (1754-1816).                                                                       |
| 4   |        | Victoria, emperatriz consorte de Alemania, reina consorte de Prusia | 1841-1901 | (1840-1901)         | Reina Victoria y Alberto de Sajonia-Coburgo-Gotha | Emperador Federico III de Alemania y rey de Prusia (1831-1888).                                                 |
| 5   |        | Luisa, duquesa de Fife                                              | 1905-1931 | (1867-1931)         | Rey Eduardo VII y Alejandra de Dinamarca          | Alexander Duff, I duque de Fife (1882-1947).                                                                    |
| 6   |        | María, condesa de Harewood                                          | 1932-1965 | (1897-1965)         | Rey Jorge V y María de Teck                       | Henry Lascelles, VI conde de Harewood (1849-1912).                                                              |
| 7   |        | Ana del Reino Unido                                                 | 1987-     | (nacida en 1950)    | Reina Isabel II y Felipe de Edimburgo             | En primeras nupcias con Mark Phillips (nacido en 1948) y en segundas con sir Timothy Laurence (nacido en 1955). |

## Primogénitas de los reyes de Inglaterra, Gran Bretaña y el Reino Unido
Incluso antes de que el título de princesa real fuera concedido, la hija mayor del rey de Inglaterra tenía, por ley, un estatus especial. Por ejemplo, de acuerdo a la Carta Magna, la primera boda de la hija mayor del rey debía ser financiada por los barones del reino; y por estatuto de los 25 años del rey Eduardo III, el dormir con la hija del rey antes de su matrimonio constituía un acto de alta traición castigado con la pena de muerte.
Las hijas mayores de los monarcas que reinaron Inglaterra, Gran Bretaña, o el Reino Unido fueron:
1. 1066 o 1067-1087 Adela de Normandía (1062 or 1067-1137?), hija de Guillermo I de Inglaterra
2. 1102-1135 Matilde de Inglaterra (1102-1167), hija de Enrique I de Inglaterra
3. 1136-1154 María de Boulogne (1136-1182), hija de Esteban de Blois, rey de Inglaterra
4. 1156-1189 Matilde de Inglaterra, duquesa de Sajonia (1156-1189), hija de Enrique II de Inglaterra
5. 1210-1216 Juana de Inglaterra, Reina de Escocia (1210-1238), hija de Juan I de Inglaterra
6. 1240-1272 Margarita de Inglaterra (1240-1275), hija de Enrique III de Inglaterra
7. 1272-1298 Leonor de Inglaterra (1269-1298), hija de Eduardo I de Inglaterra
8. 1298-1307 Juana de Acre (1272-1307), hija de Eduardo I de Inglaterra
9. 1307 Margarita Plantagenet (1275-1333?), hija de Eduardo I de Inglaterra
10. 1318-1327 Leonor de Woodstock (1318-1355), hija de Eduardo II de Inglaterra
11. 1332-1377 Isabel de Coucy (1332-1379 o 1382), hija de Eduardo III de Inglaterra
12. 1399-1409 Blanca de Inglaterra (1392-1409), hija de Enrique IV de Inglaterra
13. 1409-1413 Felipa de Inglaterra (1394-1430), hija de Enrique IV de Inglaterra, hermana de la anterior que murió prematuramente.
14. 1466-1483 Isabel de York (1466-1503), hija de Eduardo IV de Inglaterra
15. 1489-1509 Margarita Tudor (1489-1541), hija de Enrique VII de Inglaterra
16. 1516-1547 María I de Inglaterra (declarada ilegítima en 1533) (1516-1558), hija de Enrique VIII de Inglaterra
17. 1603-1625 Isabel Estuardo (1596-1662), hija de Jacobo I de Inglaterra
18. 1631-1649 María, primera princesa real
19. 1685-1689 María II de Inglaterra (1662-1694), hija de Jacobo II de Inglaterra
20. 1714-1727 Sofía Dorotea de Hannover (1687-1757), hija de Jorge I de Gran Bretaña
21. 1727-1759 Ana, segunda princesa real
22. 1766-1820 Carlota, tercera princesa real
23. 1841-1901 Victoria, cuarta princesa real
24. 1901-1910 Luisa, quinta princesa real
25. 1910-1936 María, sexta princesa real
26. 1936-1952 Isabel II del Reino Unido (1926-2022), hija de Jorge VI del Reino Unido
27. 1950 Ana, séptima princesa real

## Futuro de las princesas reales
Dado que es un título vitalicio, lo ostentará la princesa Ana hasta su muerte. Tras el fallecimiento de esta y como el rey Carlos III no tiene hijas, es esperable que la siguiente princesa real sea Carlota, primera hija de Guillermo de Gales, para lo que primero este deberá ascender al trono, y otorgárselo de forma discrecional.